# Projekt 204
Projekt 204 (Nato-rapporteringsnamn Poti-klass) var en serie korvetter för ubåtsjakt som byggdes för Sovjetunionens flotta. Dessa fartyg var de första sovjetiska krigsfartygen som drevs av gasturbiner. De två propellrarna monterades i tunnlar för att ge ett mycket lågt djupgående. Ett kanontorn med dubbla 57 mm allmålskanoner fungerade som självförsvar. Tre fartyg av klassen exporterades till Rumänien och sex till Bulgarien under kalla kriget. År 2008 fanns inget fartyg i klassen längre kvar.

## Design och beskrivning
Projekt 204, som av den sovjetiska flottan kallades Maly Protivo Lodochny Korabl (ryska: litet ubåtsjaktfartyg), var den första sovjetiska klassen av korvetter som inte var baserad på den traditionella designen från andra världskriget. Poti-klassen vände trenden med mindre fartyg och var större än de föregående klasserna Kronshtadt och SO1, vilket gjorde att fartygen kunde använda större kanoner. Poti-klassen var också de första stora sovjetiska krigsfartygen med gasturbiner och var de snabbaste ubåtsjaktfartygen som byggdes av landet.
Korvetterna i Poti-klassen var 59,4 meter långa med en bredd på 7,9 meter och ett djupgående på 2,0 meter. De hade ett deplacement på 508 ton och 589 ton fullt utrustade. Fartygens två propellrar drevs av ett CODAG-maskineri som bestod av två M-2 gasturbiner som genererade 22 000 kilowatt (30 000 shp) och två M503A dieselmotorer som producerade 6 000 kW (8 000 hk). De två propellrarna var monterade i tryckrör som förlängde propellrarnas längd. Gasturbinerna ledde ut sina avgaser genom öppningar i aktern och användes också för att driva luftkompressorer som pumpade ut i tryckröret för att skapa extra kraft. Detta gav fartygen en maximal hastighet på 38 knop (70 km/h) och en räckvidd på 4 500 nautiska mil (8 300 km) vid 10 knop (19 km/h) eller 520 nautiska mil (960 km) vid 37 knop (69 km/h).
I sovjetisk tjänst var korvetterna beväpnade med ett enda torn monterat i fören som innehöll dubbla 57 mm allmålskanoner. Vissa av de tidigare sovjetiska fartygen hade öppna kanoner, medan senare enheter hade slutna höljen. Kanonerna kunde höjas till 85 graders höjd och kunde avfyra upp till 6 kilometer bort med upp till 120 skott per minut. De var också utrustade med antingen dubbel- eller fyrdubbelt-monterade 40,6 cm torpedtuber för sovjetiska typ 40 ubåtsjaktstorpeder. Torpederna hade aktiv/passiv målsökning upp till 8 nautiska mil (15 km) och hade en hastighet på 40 knop (74 km/h) och bar en stridsspets på 100–150 kg. De första fartygen som byggdes fick två 16-eldrörs lavetter för antiubåtsraketen RBU-2500, och de senare fick två 12-eldrörs lavetter för den nyare modellen RBU-6000.
Poti-klassen var utrustad med en Don 2 ytspaningsradar, en Strut Curve luftspaningsradar och en Muff Cobb eldledningsradar. De hade också en skrovmonterad högfrekvent Herkules-sonar och en Hormone-doppsonar. För telekrigföring hade korvetterna två Watch Dog-enheter. Korvetterna hade en total besättning på 80 officerare och värnpliktiga.

## Skepp i klassen

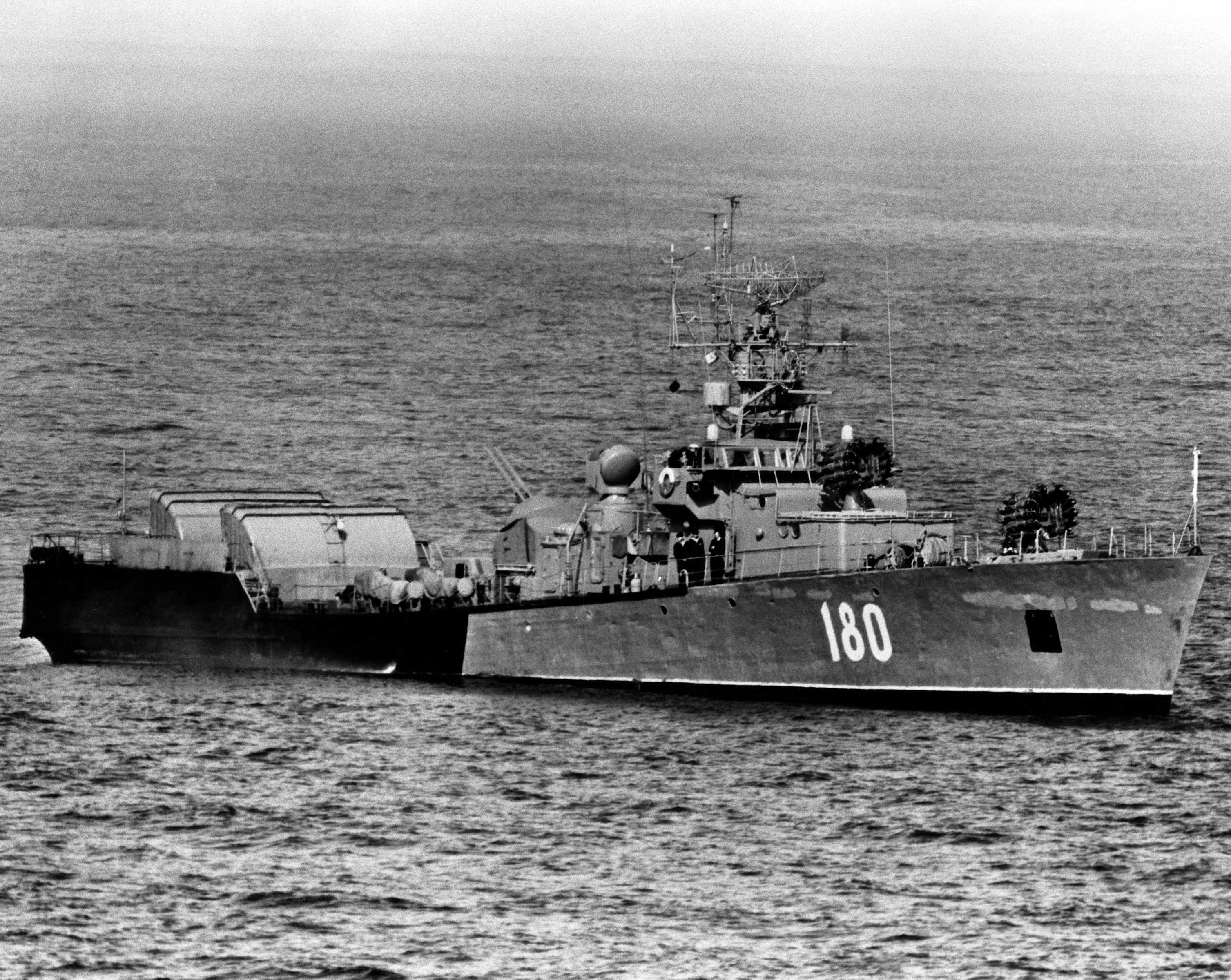
En sovjetisk Poti-klass korvett 1983

Totalt 66 fartyg byggdes mellan 1960 och 1968. I Sovjetunionen togs fartygen ur bruk i slutet av 1980-talet och ersattes i tjänst av korvetter av Pauk-klass. Tillverkare var:
Kertj-varvet: 24 fartyg
Zelenodolsk-varvet: 32 fartyg.
Chabarovsk-varvet: 8 fartyg

## Export

### Bulgarien
Efter andra världskriget kom Bulgarien in i Sovjetunionens inflytelsesfär. På 1950-talet hade den bulgariska militären omorganiserats enligt sovjetiska principer och utrustats med sovjetiska vapen. År 1955 skaffade Bulgarien ubåtsjaktfartyg av Kronstahdt-klassen för att utrusta sin flotta. Bulgarien behövde senare ersättare för dessa fartyg när de blev föråldrade och sex Poti-korvetter överfördes mellan 1975 och 1990 till den bulgariska flottan. De tidigare sovjetiska numren på de flesta av de enskilda fartygen är inte kända, men det är känt att MPK-59, MPK-77 och MPK-109 fanns bland de fartyg som gavs till Bulgarien. År 2008 hade alla Bulgariens Poti-klass fartyg utrangerats.
| Fartygs- nummer | Namn        | Sjösatt | Överförd      | Öde                                                           |
| --------------- | ----------- | ------- | ------------- | ------------------------------------------------------------- |
| 44 (ex-14, 33)  | Khrabri     | MPK-?   | 1986          | Tagen ur tjänst och skrotad 2005                              |
| 45 (ex-44, 34)  | Strogi      | MPK-?   | 1990          | Tagen ur tjänst 1993, såld som skrot till Turkiet 1997        |
| 46 (ex-15, 35)  | Bezstrashni | MPK-?   | 1990          | Gasturbiner borttagna 1994. Tagen ur tjänst och skrotad 2005  |
| 41              | Letjashhi   | MPK-?   | december 1975 | Tagen ur tjänst och skrotad 2005                              |
| 42              | Bditelni    | MPK-?   | december 1975 | Tagen ur tjänst och skrotad 2005                              |
| 43              | Naporisti   | MPK-148 | december 1975 | Tagen ur tjänst 1993, sjönk under bogsering till Turkiet 1997 |

### Rumänien
Efter andra världskriget hamnade även Rumänien i Sovjetunionens inflytelsesfär och anslöt sig till Warszawapakten. I början av 1964 började Rumänien dock agera mer självständigt och fick därför begränsat militärt stöd efteråt, och klyftan mellan de två länderna vidgades 1968 efter invasionen av Tjeckoslovakien. Tre fartyg överfördes till den rumänska flottan 1970. De rumänska fartygen hade de äldre RBU-2500 antiubåtsraketerna och dubbla 53,3 cm torpedtuber som använde sovjetiska typ 53 torpeder. Alla tre fartygen byggdes i Zelenodolsk och överfördes efter färdigställandet. De enskilda fartygens före detta sovjetiska nummer är inte kända, men det är känt att MPK-106 och MPK-125 var bland de fartyg som gavs till Rumänien.
| Fartygs-nummer | Namn                             | Sovjetisktnamn | Sjösatt         | Överförd | Öde                        |
| -------------- | -------------------------------- | -------------- | --------------- | -------- | -------------------------- |
| 31             | Contre Admiral Nicolae Cristescu | MPK-?          | 5 december 1968 | 1970     | Tagen ur tjänst efter 1992 |
| 32             | Contre Admiral Nicolae Negru     | MPK-?          | 1 april 1969    | 1970     | Tagen ur tjänst efter 1992 |
| 33             | Contre Admiral Irimescu          | MPK-?          | 20 oktober 1969 | 1970     | Tagen ur tjänst efter 1992 |